# Rapadama
Pour les articles homonymes, voir Rapadama (homonymie).
Rapadama est une commune rurale située dans le département de Mogtédo de la province du Ganzourgou dans la région du Plateau-Central au Burkina Faso.

## Géographie
Associé à Rapadama-T, Rapadama est situé à environ 10 km à l'ouest du centre de Mogtédo, le chef-lieu du département, sur la route nationale 4.

## Histoire
Dans le cadre des Aménagements des vallées de la Volta (AVV), né de la volonté des autorités d'étendre les terres agricoles dans les années 1980 dans les vallées du fleuve Volta et en particulier dans la partie du Nakambé, de nombreuses villages agricoles – Rapadama-V1 à V9 – ont pris leur nom d'après celui de Rapadama.

## Santé et éducation
Rapadama accueille un centre de santé et de promotion sociale (CSPS) tandis que le centre médical avec antenne chirurgicale (CMA) se trouve à Zorgho.